# Cameron Girdlestone
Cameron Girdlestone (* 29. April 1988 in Sydney) ist ein australischer Ruderer. Er gewann eine olympische Silbermedaille und eine olympische Bronzemedaille.

## Sportliche Karriere
Girdlestone begann 2002 mit dem Rudersport. 2005 belegte er mit dem Vierer ohne Steuermann den achten Platz bei den Junioren-Weltmeisterschaften; 2007 belegte er mit dem Leichtgewichts-Vierer ohne Steuermann den neunten Platz bei den U23-Weltmeisterschaften.
Der 1,90 m große Cameron Girdlestone vom Sydney University Boat Club absolvierte sein Sportstudium und trat erst 2014 wieder international für Australien an, als eine Regatta im Ruder-Weltcup in Sydney ausgetragen wurde. Beim Weltcup in Sydney siegte er mit dem australischen Doppelvierer und belegte den zweiten Platz mit dem Doppelzweier. Bei den Weltmeisterschaften 2014 belegte der australische Doppelvierer den 15. Platz. 2015 war Girdlestone der einzige aus dem Vorjahresboot, der bei den Weltmeisterschaften noch im Doppelvierer saß. Der neue Doppelvierer mit David Crawshay, Karsten Forsterling, Cameron Girdlestone und David Watts gewann hinter dem deutschen Doppelvierer die Silbermedaille.
Beim Ruder-Weltcup 2016 in Luzern und in Posen siegte jeweils der erneut umbesetzte Doppelvierer mit Karsten Forsterling, Alexander Belonogoff, Cameron Girdlestone und James McRae. Bei den Olympischen Spielen 2016 erhielten die Australier die Silbermedaille hinter dem deutschen Boot.
Nach drei Jahren Pause trat Girdlestone 2019 wieder im Doppelvierer an. Hamish Playfair, Campbell Watts, Cameron Girdlestone und David Watts belegten den vierten Platz bei den Weltmeisterschaften in Linz/Ottensheim. Nach der Zwangspause wegen der COVID-19-Pandemie trat der australische Doppelvierer bei den Olympischen Spielen in Tokio mit Jack Cleary, Caleb Antill, Cameron Girdlestone und Luke Letcher an. Das Boot belegte im Finale den dritten Platz mit 0,22 Sekunden Rückstand auf die Briten und 0,30 Sekunden Vorsprung auf die Polen.